# Shere Hite
Shere Hite (Saint Joseph, 2 novembre 1942 – Tottenham, 9 settembre 2020) è stata una sessuologa, scrittrice e storica tedesca, di orientamento femminista.
Nata Shirley Diana Gregory, fu cittadina statunitense fino al 1995, anno in cui cambiò nazionalità in seguito a ripetute lettere minatorie anonime a lei dirette. Firmò tutte le sue opere con lo pseudonimo. "Sotto molti aspetti" scrisse il Guardian "la rivoluzione sessuale per le donne degli anni settanta è cominciata con lei."

## Biografia
Originaria di una cittadina del Missouri, nacque da Paul Gregory e Shirley Hurt, ma dopo che i genitori divorziarono prese il cognome del patrigno Raymond Hite. Fu poi allevata dai nonni, una coppia cristiana osservante.
Dopo aver ottenuto il diploma alla Seabreeze High School di Daytona Beach, nel 1967 si laureò in Storia all'Università della Florida. Iniziò a frequentare circoli pacifisti per poi abbracciare anche la causa del femminismo, influenzata dalle battaglie portate avanti da Ti-Grace Atkinson e Kate Millett. Si trasferì quindi a New York per seguire un master di Storia Sociale alla Columbia University, dove conseguì anche il dottorato.
Autrice di numerosi saggi, nel 1976 pubblicò l'opera che la rese celebre, Il rapporto Hite - uno studio sulla sessualità femminile, dossier di oltre 500 pagine con interviste a 3.500 donne, tradotto in una quindicina di lingue e che vendette 50 milioni di copie grazie anche alle ristampe nel 1981 e nel 2004. Nel libro venivano trattati molti temi importanti come la contraccezione, la gravidanza, l'aborto (verso il quale la Hite si dichiarò sempre favorevole), la schiavitù sessuale, la masturbazione, il lesbismo, la menopausa, l'igiene intima.
Dopo la pubblicazione del Rapporto Hite, la rivista Playboy lo soprannominò The Hate Report ("il Rapporto Odio"), in aperta polemica con le ricerche della studiosa. In precedenza c'erano già stati attriti tra la Hite e la rivista: durante il periodo di dottorato alla Columbia University, la studiosa aveva posato nuda per la pubblicità della Olivetti, e Playboy aveva commentato con le provocatorie parole "la macchina da scrivere è intelligente, lei non ha bisogno di esserlo". La Hite si unì alle proteste femministe che ne seguirono.
Dal 1995 Shere Hite visse dividendosi tra Germania, Regno Unito e Giappone: insegnò a Chiyoda presso l'Università Nihon. Fu docente anche alla Chongqing University dell'omonima città cinese e alla Maimonides University di North Miami Beach in Florida. Collaborò con molte testate giornalistiche europee: tenne tra l'altro per qualche tempo una rubrica su IO Donna.
Shere Hite è morta nel settembre del 2020, a 77 anni, resa invalida dalla malattia di Parkinson, cui poi si era aggiunta la malattia di Alzheimer.

## Vita privata
Dopo aver divorziato dal pianista e compositore tedesco Friedrich Höricke, sposò in seconde nozze il britannico Paul Sullivan. Non ebbe figli.

## Opere
- Sexual Honesty, by Women, For Women (1974)
- The Hite Report on Female Sexuality (1976, 1981, republished in 2004)
- The Hite Report on Men and Male Sexuality (1981)
- Women and Love: A Cultural Revolution in Progress (The Hite Report on Love, Passion, and Emotional Violence) (1987)
- Fliegen mit Jupiter (English: Flying with Jupiter) (1993)
- The Hite Report on the Family: Growing Up Under Patriarchy (1994)
- The Hite Report on Shere Hite: Voice of a Daughter in Exile (2000, autobiography)
- The Shere Hite Reader: New and Selected Writings on Sex, Globalization and Private Life (2006)

### Opere tradotte in italiano
- Il rapporto Hite. Una inchiesta nuova sulla sessualità femminile, Bompiani 1978